# 한숙창
한숙창(韓叔昌)은 조선 중기의 문신으로 중종반정에 참여하여 분의정국공신(奮義靖國功臣) 4등에 책봉되었다.

## 생애
본관은 청주(淸州), 자는 희경(熙卿)이다.
1479년(성종 10)에 태어났으며 세조 때 좌의정을 지낸 한확(韓確)의 증손자이자 서성군(西城君) 한익(韓翊)의 아들이다.
음보(蔭補)로 선전관이 되고, 사복시주부(司僕寺主簿)·감찰을 거쳐 공조좌랑·호조정랑·제용감첨정·내섬시부정(內贍寺副正) 등을 역임하였다.
1506년(중종 원년) 외삼촌 박원종(朴元宗)을 따라 중종반정에 참여, 정국공신(靖國功臣) 4등에 녹훈되고 정3품 절충장군(折衝將軍)에 올랐다.
1507년 29세의 나이로 호조참의에 제수되고 그 후 돈령부 도정을 거쳐 정주·양주·광주·파주·여주 목사를 차례로 지냈으며 부평도호부사를 역임하였다.
지방 수령으로 재직하면서 치적을 쌓고 백성들에게 선정을 베풀어 칭송이 자자하였다.
1535년(중종 29) 종2품 가선대부(嘉善大夫)로 품계가 올랐으며 장례원 판결사에 임명되고 서평군(西平君)으로 봉해졌다.
1537년(중종 31)에 사망였으며 사후에 공조판서에 추증되었다.

## 가족관계
- 증조부 : 한확(韓確) - 좌의정 서원부원군
- 증조모 : 남양부부인 남양 홍씨 - 이조판서, 대제학 문양공 홍여방(洪汝方)의 딸
- 조부 : 한치례(韓致禮) - 영돈녕부사, 서릉부원군, 좌리공신(佐理功臣) 4등, 장간(莊簡)
- 조모 : 죽산 안씨 - 정의공주와 안맹담(安孟聃)의 딸[1]
  - 아버지 : 한익(韓翊) - 보조공신, 군기시판관, 증 병조참판, 서성군
  - 어머니 : 순천 박씨 - 판중추부사 평양군(平陽君) 박중선(朴仲善)의 딸
    - 형 : 한세창(韓世昌) - 분의정국공신(奮義靖國功臣) 4등, 영흥 대도호부사, 증 호조판서, 청원군
    - 부인 : 전주 이씨 - 임영대군의 4남 환성군 징(澄)의 딸
      - 장남 : 한자(韓慈) - 현감, 증 이조참판
        - 손자 : 한경희 - 군자판관
        - 손자 : 한경우(韓景祐) - 오위도총부도총관, 청천위(淸川尉), 정신옹주의 부마

      - 차남 : 한혜(韓蕙) - 신천군수
        - 손자 : 한경지(韓景祉) - 군기판관, 증 병조참판

      - 3남 : 한온(韓蘊) - 장흥부사,증 병조판서, 충의(忠毅)
        - 손자 : 한경유(韓景裕, 1545 ~ ?) - 청단찰방, 증 호조참판

      - 장녀 - 전주 이씨 계림부정(鷄林副正) 이탄(李坦)의 아들 이당(李瑭)의 처
      - 차녀 : 현령(縣令) 신함(申涵)의 아들 신수경(申秀涇)의 처
      - 3녀 : 김안국(金安國)의 아들 김유부(金有孚)의 처
      - 4녀 : 파평 윤씨 윤복룡(尹伏龍, 1507 ~ ?)의 처
      - 5녀 : 한이정(韓二貞, 1515 ~ ?)
      - 5녀 사위 : 양천 허씨 허엽(許曄)
        - 서자 : 한전(韓荃)
        - 서자 : 한지(韓芷)
        - 서자 : 한칭
        - 서자 : 한봉(韓葑)
        - 서자 : 한필(韓苾)
        - 서자 : 한번(韓蕃)

## 서평군 별묘
- 소재지 : 경기도 이천시 장호원읍 와현리 산65

경기도 이천시 장호원읍 와현1리 청주한씨 집성촌 마을 뒤편 산기슭에 자리 잡고 있다.
영구히 제사가 허락된 불천위로, 1975년 정면 3칸, 측면 2칸 규모의 목조 건물로 중건하였다.
사당 내부에는 서평군의 위패를 봉안하였으며, 매년 5차례 제사를 지내고 있다.

## 묘소
- 소재지 : 경기도 양주시 광사동 산168